# Anchusa strigosa
Anchusa strigosa är en strävbladig växtart. Anchusa strigosa ingår i släktet oxtungor, och familjen strävbladiga växter.

## Underarter
Arten delas in i följande underarter:
- A. s. macrophylla
- A. s. strigosa
- A. s. tonsa

## Bildgalleri

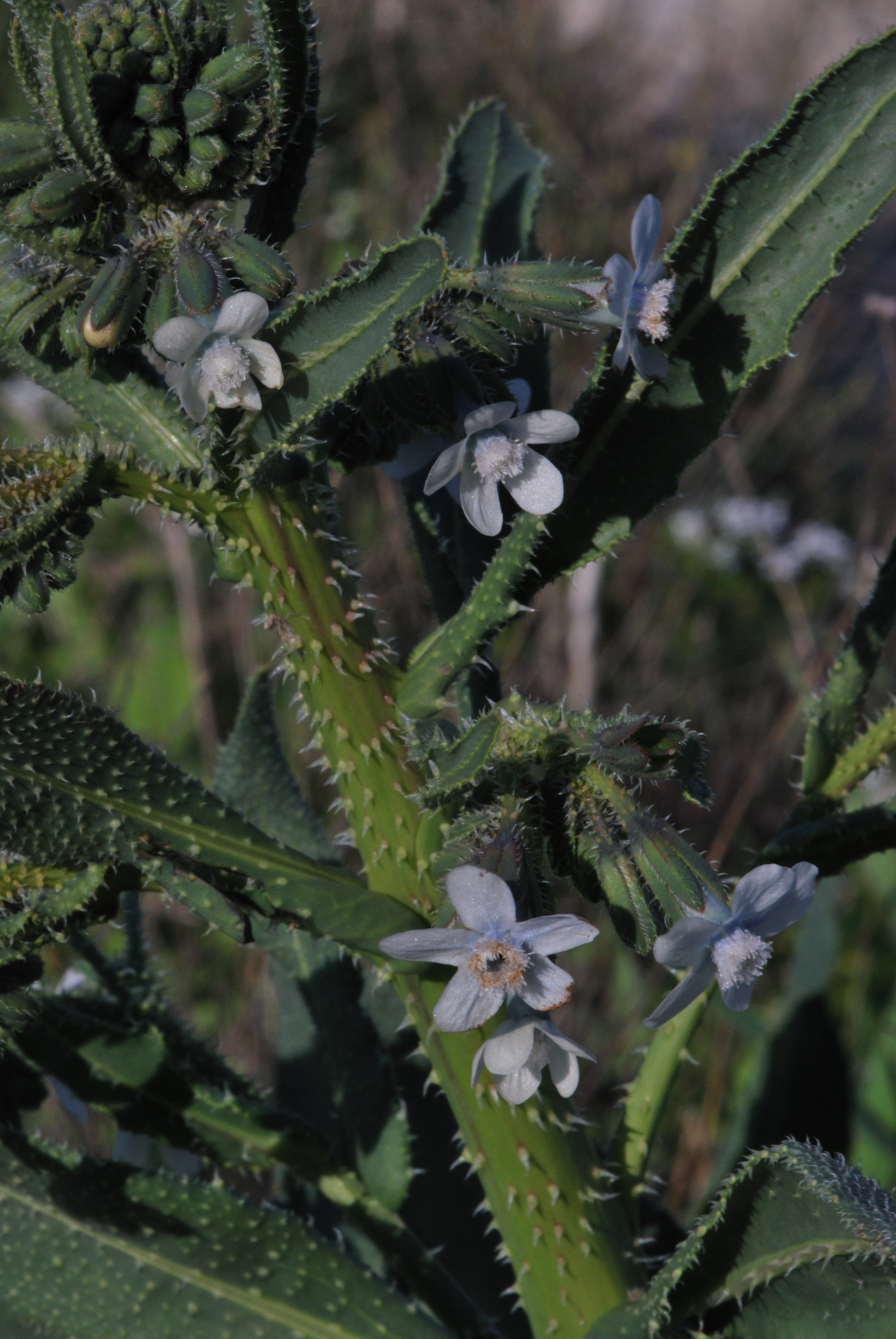
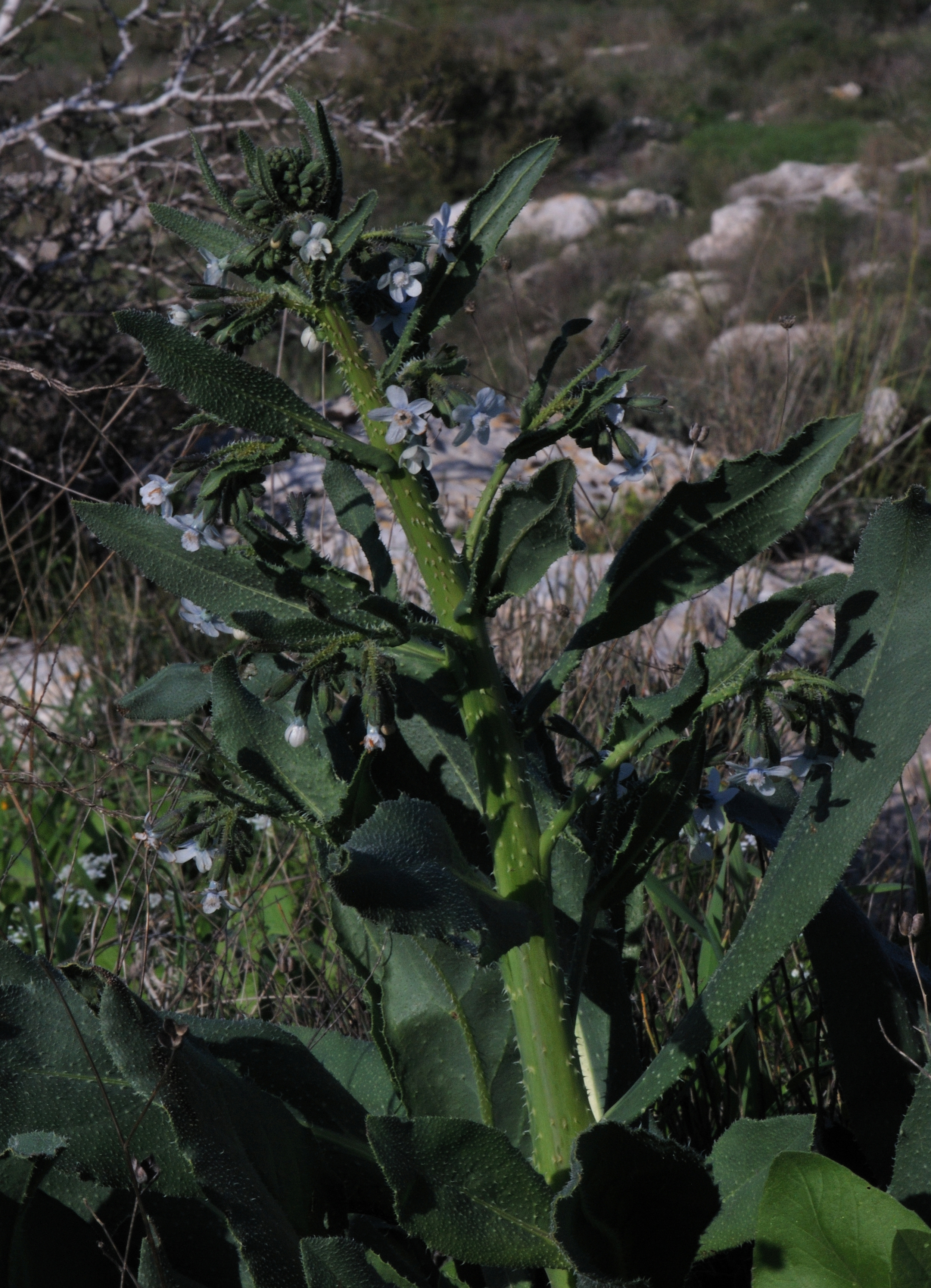
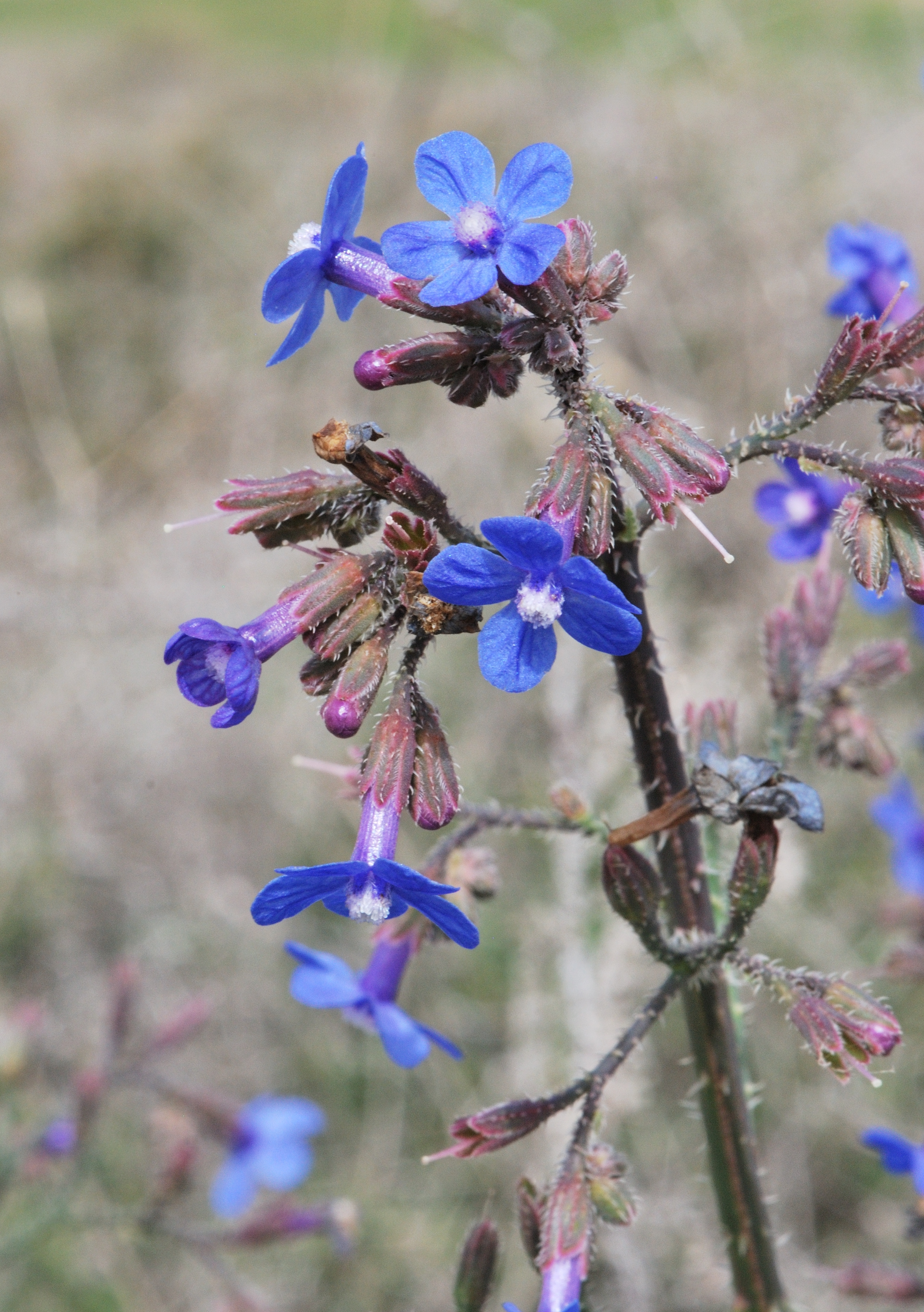
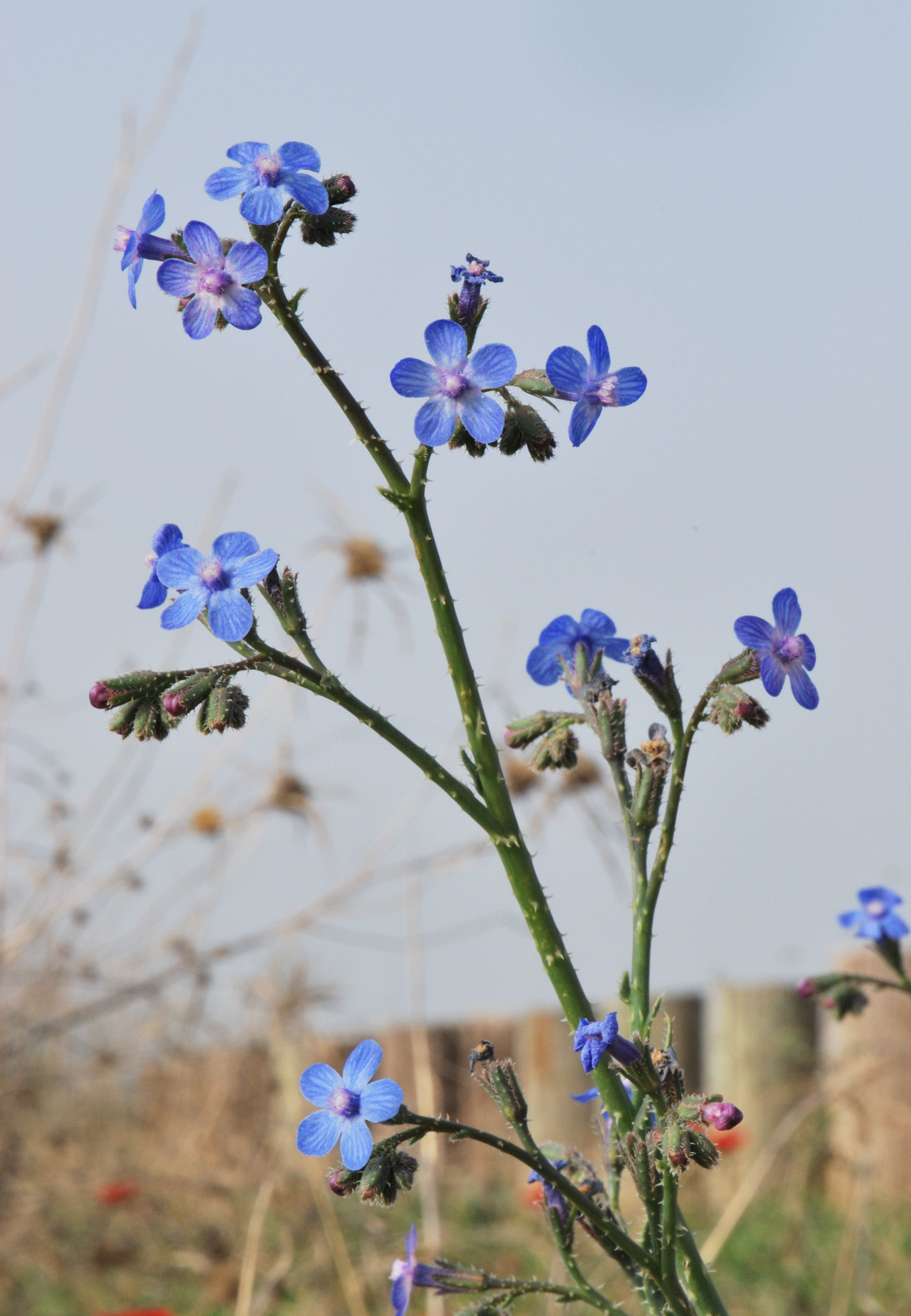
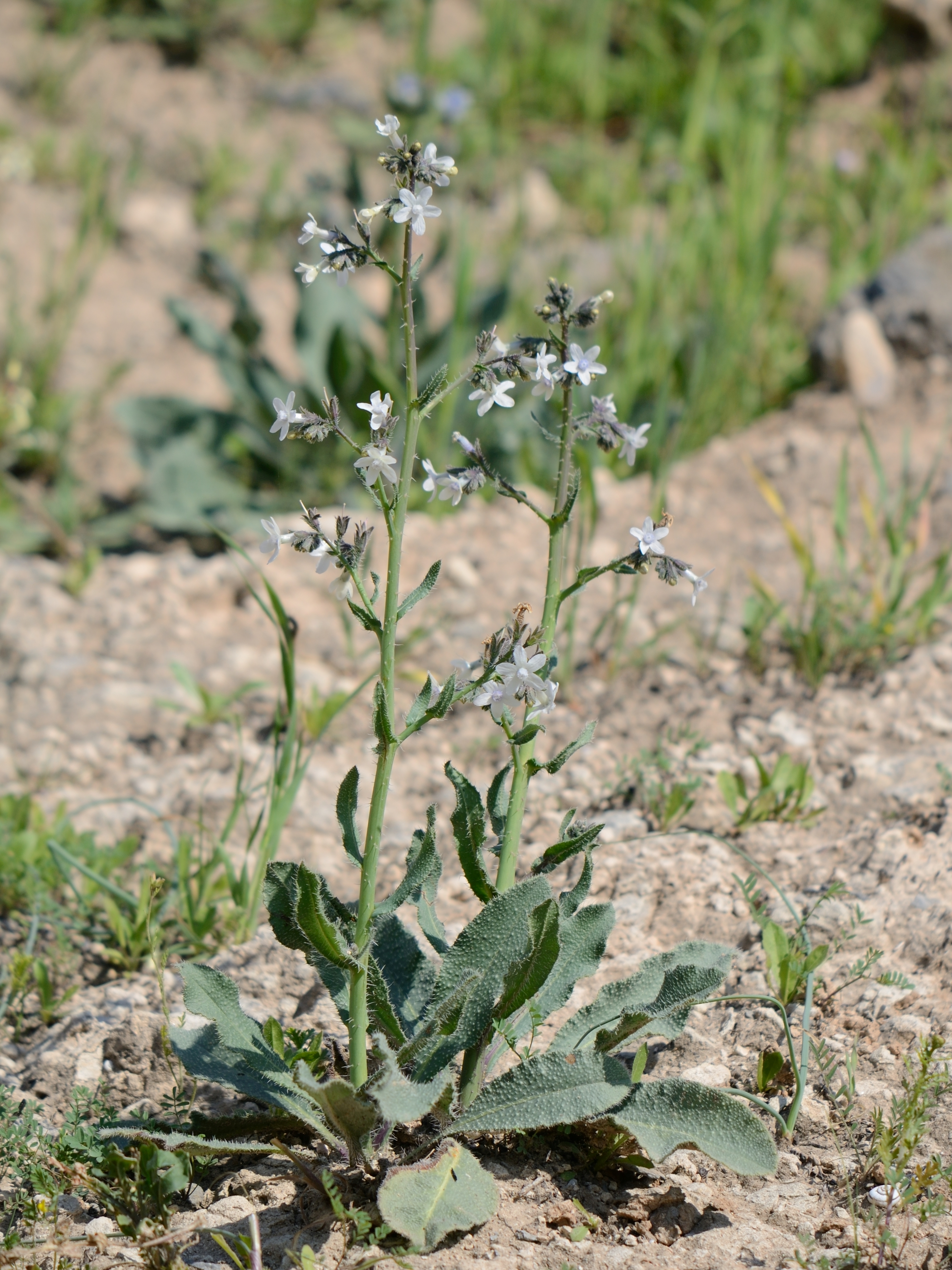
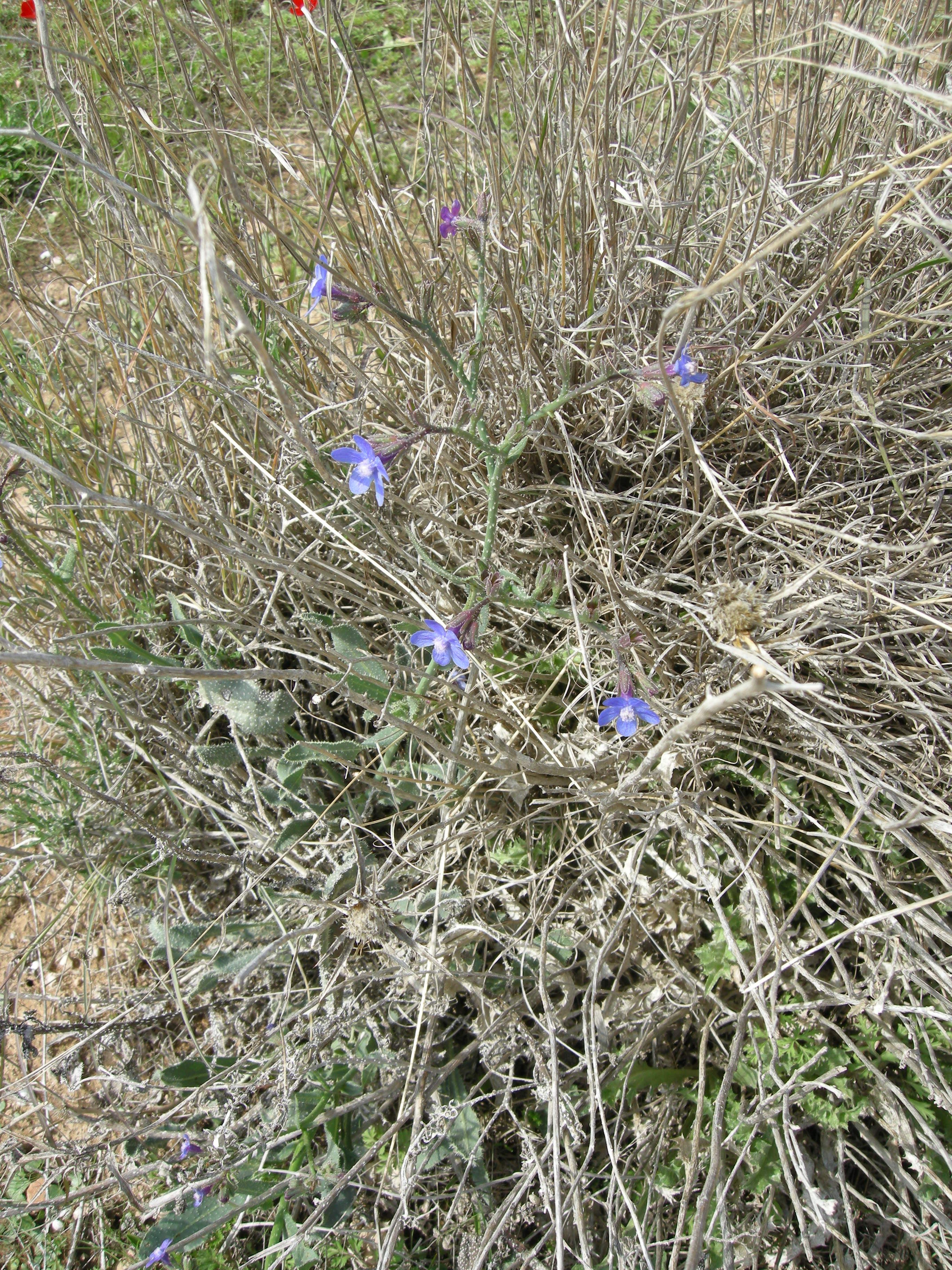